# بيت الرماح (بني مطر)

تعديل مصدري - تعديل

بيت الرماح هي إحدى قرى عزلة بقلان بمديرية بني مطر التابعة لمحافظة صنعاء، بلغ تعداد سكانها 149 نسمة حسب تعداد اليمن لعام 2004.